# Natalija Biełochwostikowa
Natalija Nikołajewna Biełochwostikowa, ros. Наталия Николаевна Белохвостикова (ur. 28 lipca 1951 w Moskwie) – radziecka i rosyjska aktorka.
W 1971 roku została absolwentką Wszechrosyjskiego Państwowego Instytutu Kinematografii im. S.A. Gierasimowa. W latach 1971–1975 pracowała w Studiu Filmowym im. Gorkiego, a od 1976 roku pracuje w Studiu Teatralnym Aktorów Filmowych.

## Filmografia
- 1990: Diesiat´ let biez prawa pieriepiski jako Nina
- 1981: Teheran 43 jako Marie Louni/Nathalie
- 1979: Maleńkije tragiedii jako donna Anna
- 1979: Stakan wody jako Anna, królowa Anglii
- 1976: Legienda o Tile jako Nele
- 1973: Nadzieja jako Nadieżda Krupska
- 1969: Nad jeziorem jako Lena Barmina

## Nagrody
- Nagroda Państwowa ZSRR (dwukrotnie, 1971 i 1985)
- Ludowy Artysta RFSRR (6 lipca 1984)
- Order Honoru (30 stycznia 2003)
- Order „Za zasługi dla Ojczyzny” IV klasy (28 lipca 2006)
- Nagroda Międzynarodowego Festiwalu Filmowego w Karlowych Warach (1970)